# Onwentsia Club
De Onwentsia Club is een countryclub in de Verenigde Staten. De club werd opgericht in 1896 en bevindt zich in Lake Forest, Illinois. De club beschikt over een 18-holes golfbaan en werd ontworpen door golfbaanarchitect James Foulis. Naast een golfbaan beschikt de club ook over tennisbanen.

## Golftoernooien
De club ontving meermaals verscheidene golftoernooien: US Open en US Amateur.
De lengte van de baan voor de heren is 6076 m met een par van 72. De course rating is 71,9 en de slope rating is 127.
- US Amateur: 1899[1]
- US Open: 1906[1]